# 로열 블러드 (드라마)
《로열 블러드》(영어: Royal Blood)는 2023년 방영된 필리핀의 텔레비전 드라마이다.